# Barrio Porvenir
Barrio Porvenir es una localidad argentina ubicada en el Departamento General Roca de la provincia de Río Negro. Se halla sobre el canal principal de riego, 7 km al oeste de Cervantes, de la cual depende administrativamente.
En 2011 se realizó la obra para abastecer de agua potable al barrio.

## Población
Contó con 39 habitantes (Indec, 2010), lo que representó un descenso del 11% frente a los 44 habitantes (Indec, 2001) del censo anterior.

El censo 2022 registró una población de 69 habitantes que se repartieron entre 37 hombres y 32 mujeres. Sin embargo, las cifras obtenidas fueron estimativas solo teniendo en cuenta a la población en viviendas particulares; es decir, excluyendo del dato a la población institucional y las personas sin hogar. Gracias a este censo también fue posible conocer su densidad y tamaño urbano.
| Evolución demográfica |
|                       |
| INDEC                 |